# Desmoloma
Desmoloma este un gen de molii din familia Lymantriinae.